# Björn Ziegenbein
Björn Ziegenbein (* 30. April 1986 in Alzenau-Wasserlos) ist ein ehemaliger deutscher Fußballspieler, der als beidfüßiger Offensivspieler zumeist als Flügelspieler im Mittelfeld eingesetzt wurde.

## Karriere

### Jugend in Alzenau und München
Seine fußballerische Laufbahn begann der im unterfränkischen Alzenau geborene Ziegenbein in seinem Heimatort, wo er ab dem fünften Lebensjahr dem SV Hörstein aus dem gleichnamigen Ortsteil angehörte. Nach zwei Jahren beim SV Hörstein wechselte Ziegenbein zum erfolgreichsten Verein der Stadt, dem FC Bayern Alzenau, und spielte für dessen Jugendmannschaften noch bis zu seinem 15. Lebensjahr. Im Winter 2000 war Ziegenbein aber bei einem Hallenturnier mit einer unterfränkischen Auswahlmannschaft auch dem TSV 1860 München aufgefallen, so dass er nachfolgend zu Probetrainings eingeladen wurde und schließlich im Sommer 2001 in die bayerische Landeshauptstadt wechselte.
In München spielte Ziegenbein daraufhin als B-Jugendlicher in der U-17-Regionalliga und wohnte zunächst, da der TSV noch kein eigenes Internat besaß, im katholischen „Studienseminar Albertinum“. Zwei Jahre später rückte Ziegenbein in die A-Jugend des Vereins auf, die in der Saison 2003/04 als Gründungsmitglied an der Staffel Süd/Südwest der neugeschaffenen A-Junioren-Bundesliga teilnahm. Zunächst unter Trainer Hartmut Herold und anschließend unter der Leitung von Claus Schromm etablierte sich Ziegenbein dabei als Leistungsträger im Münchner Team und kam in allen 26 Saisonspielen zum Einsatz. Als Dritter der Abschlusstabelle konnte sich die Mannschaft zwar nicht für die Endrunde um die deutsche Meisterschaft der A-Junioren qualifizieren. Doch hatte Ziegenbein durch seine Leistungen auch die Aufmerksamkeit des Deutschen Fußball-Bundes auf sich gezogen, so dass er am 15. Dezember 2004 zu seinem einzigen Einsatz in der U-19-Nationalmannschaft gekommen war. In der Folgesaison 2004/05 spielte Ziegenbein noch weitere 19 Mal für München in der U-19-Bundesliga, wobei er insgesamt acht Tore erzielte. Die Mannschaft verfehlte die Meisterschafts-Endrunde als Vierter der Abschlusstabelle allerdings erneut.

### Ziegenbein beim TSV 1860
Bereits ab Frühjahr 2005 war Ziegenbein auch in den Spielbetrieb der zweiten Mannschaft Münchens im Herrenbereich eingebunden worden, so dass er zum Ende der Spielzeit 2004/05 der drittklassigen Regionalliga zu insgesamt vier Einsätzen kam und so zum Klassenerhalt der erst im Vorjahr in diese Spielklasse aufgestiegenen Mannschaft beitrug. Im Sommer 2005 rückte Ziegenbein dann auch altersgemäß in den Herrenbereich auf und etablierte sich in der Hinrunde der Regionalliga-Saison 2005/06 als Stammkraft der von Alfons Higl trainierten Reservemannschaft. Als jedoch die Profimannschaft des Vereins, die in der Spielzeit 2005/06 in der 2. Bundesliga antrat, zu Beginn der Rückrunde in Abstiegsgefahr geriet, griff der von den Leistungen seiner Profis enttäuschte Trainer Walter Schachner auch auf Spieler der Reservemannschaft zurück. So kam Ziegenbein am 29. März 2006 erstmals in der zweithöchsten Spielklasse Deutschlands zum Einsatz und lief im weiteren Saisonverlauf noch weitere fünf Mal in der 2. Bundesliga auf, während er nur noch vereinzelt für die Reservemannschaft in der Regionalliga aufgeboten wurde. Schließlich konnte der TSV den Klassenerhalt in der 2. Bundesliga mit nur einem Punkt Vorsprung auf die Abstiegsränge sicherstellen, woraufhin Ziegenbein zur Folgesaison 2006/07 gänzlich in den Profikader aufrückte.
Während der Hinrunde absolvierte Ziegenbein zunächst 14 Einsätze in der 2. Bundesliga und konnte sich hierbei erneut in den Fokus des Fußball-Bundes spielen, welcher ihn am 14. November und am 6. Dezember 2006 jeweils in der U-20-Nationalmannschaft einsetzte. Zu Beginn der Rückrunde gelang es Ziegenbein jedoch nicht mehr, sich im Münchner Profikader durchzusetzen, so dass er wieder vermehrt in der Regionalligamannschaft des Vereins zum Einsatz kam. Erst zum Saisonende gelang es Ziegenbein sich wieder bei den Profis zu etablieren, die nach einem Trainerwechsel nun von Marco Kurz betreut wurden und die Saison schließlich auf dem achten Tabellenplatz beendeten. Am 25. April 2007 war Ziegenbein zudem erstmals für die U-21-Nationalmannschaft aufgelaufen, was zugleich aber auch seinen letzten Einsatz für eine deutsche Auswahlmannschaft bedeutete.
In der Hinrunde der Saison 2007/08 kam Ziegenbein allerdings gar nicht mehr in der 2. Bundesliga zum Einsatz und spielte auch in der Rückrunde in lediglich drei Partien, so dass er stattdessen noch weitere 23 Mal für Münchens Reserve in der Regionalliga-Saison 2007/08 aufgeboten wurde. Der Reserve gelang es jedoch nicht, sich für die zur Saison 2008/09 eingeführte 3. Liga zu qualifizieren, womit die Mannschaft zukünftig viertklassig spielte. Seinen im Sommer 2008 auslaufenden Vertrag in München verlängerte Ziegenbein daraufhin nicht mehr.

### Wechsel zu Wehen Wiesbaden
Im Zweitligisten SV Wehen Wiesbaden fand Ziegenbein einen neuen Arbeitgeber, mit dem er sich zunächst auf einen Zwei-Jahres-Vertrag einigte. Doch auch in Wiesbaden wurde Ziegenbein zunächst nur in der Reservemannschaft eingesetzt, für die er 2008/09 insgesamt 15 Mal in der viertklassigen Regionalliga spielte und dabei fünf Tore erzielte. Für die Zweitligamannschaft spielte Ziegenbein erst ab September 2009, so dass er im gesamten Saisonverlauf auf lediglich elf Einsätze kam. Wiesbaden stieg zudem aus der 2. Bundesliga in die 3. Liga ab, wodurch auch Ziegenbeins Vertrag seine Gültigkeit verlor. Er unterzeichnete daraufhin aber einen neun Kontrakt mit einer Laufzeit bis 2011. In der folgenden Drittligaspielzeit 2009/10 avancierte Ziegenbein daraufhin zum Leistungsträger im von Hans Werner Moser trainierten Team, das allerdings statt um den sofortigen Wiederaufstieg sogar gegen den erneuten Abstieg spielte. Doch auch nach dem daraus resultierenden Trainerwechsel zu Gino Lettieri blieb Ziegenbein Stammspieler und absolvierte so insgesamt 31 Einsätze, in welchen ihm zudem sechs Tore gelangen. Zur Folgesaison 2010/11 wurde Ziegenbein allerdings mitgeteilt, dass der Verein nicht mehr ihm plane, weshalb er lediglich im ersten Saisonspiel der Wiesbadener Reserve in der Regionalliga eingesetzt wurde und den Verein im Folgenden verließ.

### Ziegenbein bei Hansa Rostock
Am 19. August 2010 unterschrieb Ziegenbein einen Zwei-Jahres-Vertrag beim F.C. Hansa Rostock, der kurz zuvor aus der 2. Bundesliga in die 3. Liga abgestiegen war. Ziegenbeins Wechsel erfolgte zunächst ablösefrei, für den Fall eines Rostocker Wiederaufstiegs in die 2. Bundesliga vereinbarten die Vereine allerdings eine nachträgliche Zahlung, die Medienberichten zufolge im niedrigen sechsstelligen Bereich liegen sollte. In Rostock etablierte sich Ziegenbein unter Trainer Peter Vollmann sofort als Stammspieler und erzielte bis zur Winterpause zehn Tore in vierzehn Einsätzen. Dadurch wurde er im Oktober und November 2010 jeweils zum Spieler des Monats der 3. Liga gewählt und gewann zum Jahresende auch die vom NDR durchgeführte Umfrage zu Norddeutschlands Sportler des Jahres 2010. Nach der Winterpause konnte Ziegenbein zwar nicht mehr an diese Leistungen anknüpfen, kam aber dennoch zu weiteren 19 Einsätzen im Rostocker Trikot, wobei er weitere vier Tore erzielte. Somit hatte Ziegenbein maßgeblichen Anteil am schließlich erreichten Wiederaufstieg Rostocks, durch den sich sein Vertrag automatisch bis 2013 verlängerte. Zum Saisonende gewann Ziegenbein mit Rostock zudem den Landespokal Mecklenburg-Vorpommern, wozu er selbst mit zwei Toren in vier Einsätzen beigetragen hatte.
Zu Beginn der folgenden Zweitliga-Spielzeit 2011/12 gehörte Ziegenbein daraufhin zur Stammformation der Hanseaten, konnte jedoch nicht an seine Leistungen aus der Vorsaison anknüpfen. Während der weiteren Hinrunde, an deren Ende der mittlerweile vom erneuten Abstieg bedrohte Verein Trainer Vollmann durch Wolfgang Wolf ersetzte, kam Ziegenbein deshalb vermehrt auch als Einwechselspieler zum Einsatz. Nach dem Trainerwechsel wirkte Ziegenbein dann lediglich in einem einzigen Ligaspiel mit, bevor er aufgrund einer Meniskus-Verletzung im weiteren Saisonverlauf ausfiel. Zum Saisonende stieg Rostock schließlich erneut in die 3. Liga ab, wodurch Ziegenbeins Vertrag mit Hansa seine Gültigkeit verlor. In den Planungen des Vereins spielte er aber weiterhin eine Rolle, so dass er seine Rehabilitation teils in Rostock fortsetzen und ein neuerliches Vertragsangebot erhalten sollte. Letztlich kam es aber nicht zu einer erneuten Verpflichtung Ziegenbeins durch Hansa, weshalb dieser ab Oktober 2012 am Training der Reservemannschaft 1860 Münchens teilnahm.

### Hallescher FC
Anfang Dezember 2012 absolvierte Ziegenbein ein Probetraining beim Halleschen FC, der in der Spielzeit 2012/13 unter Trainer Sven Köhler als Aufsteiger an der 3. Liga teilnahm. Infolge dieses Probetrainings erhielt Ziegenbein einen zunächst bis 2014 datierten Vertrag beim HFC.
Dieser wurde im Anschluss bis zum Saisonende 2016 verlängert.

### Energie Cottbus und Karriereende
Nach der Saison 2015/16 verließ er Halle und schloss sich dem Regionalligisten Energie Cottbus an, mit dem er zur Saison 2018/19 in die 3. Liga aufsteigen konnte. Nach einem im Frühjahr 2018 zugezogenen Knorpelschaden im Knie fiel der Stürmer lange aus und musste ohne einen weiteren Einsatz für die Lausitzer im Dezember 2018 seine aktive Karriere beenden.

## Erfolge
Hansa Rostock
- 2011 Aufstieg in die 2. Fußball-Bundesliga
- 2011 Landespokalsieger

Energie Cottbus
- 2018 Aufstieg in die 3. Fußball-Liga